# Diplodia henriquesii
Diplodia henriquesii är en svampart som beskrevs av Thüm. 1884. Diplodia henriquesii ingår i släktet Diplodia och familjen Botryosphaeriaceae.   Inga underarter finns listade i Catalogue of Life.